# Panyó
Panyó, románul: Paniova, falu Romániában, a Bánságban, Temes megyében.

## Fekvése
Lugostól északnyugatra, a Ménes jobb partján fekvő település.

## Története
Panyó nevét 1717-ben említette először oklevél Bangeva néven.
1723-1725 között Baunioba 1808-ban Panyova, Panjova, 1888-ban Panyova, 1913-ban Panyó néven említették.
Az első adatok a török hódoltság végéről maradtak fenn, ekkor már mint lakott hely volt említve:
Az 1717 évi kamarai jegyzékben Bangeva alakban, a facseti kerületben fordult elő, 20 lakott házzal.
1723-1725 között gróf Mercy térképén Baunioba néven szerepelt, az 1761 évi térképen pedig a lugosi kerületben van feltüntetve. 1779-ben csatolták Temes vármegyéhez.
1802-ben kincstári birtok, melyet ekkor Vering Gerhárd vásárolt meg, tőle 1812-ben a Panyovai Demelich-család kezébe került, 1838-ban pedig Demelich Balázs és János voltak a földesurai. Az 1850-es években Demelich János, Erzsébet és Papházy Minka, 1870-1880 közötti években Christomanos János és Tivadar, 1889-től Csernovicsné Athanasievics Róza volt a birtokosa.
1896-ban birtokát parcellázták. 600 hold Krohn Ferencé, 340 hold a végvári takarékpénztáré, a többi a helybeli kisbirtokosoké lett.
A trianoni békeszerződés előtt Temes vármegye Temesrékasi járásához tartozott.
1910-ben 987 lakosából 40 magyar, 391 német, 515 román volt. Ebből 433 római katolikus, 6 református, 547 görög keleti ortodox volt.

## Nevezetességek
- Görög keleti román temploma - a 18. század végén épült.

## Források

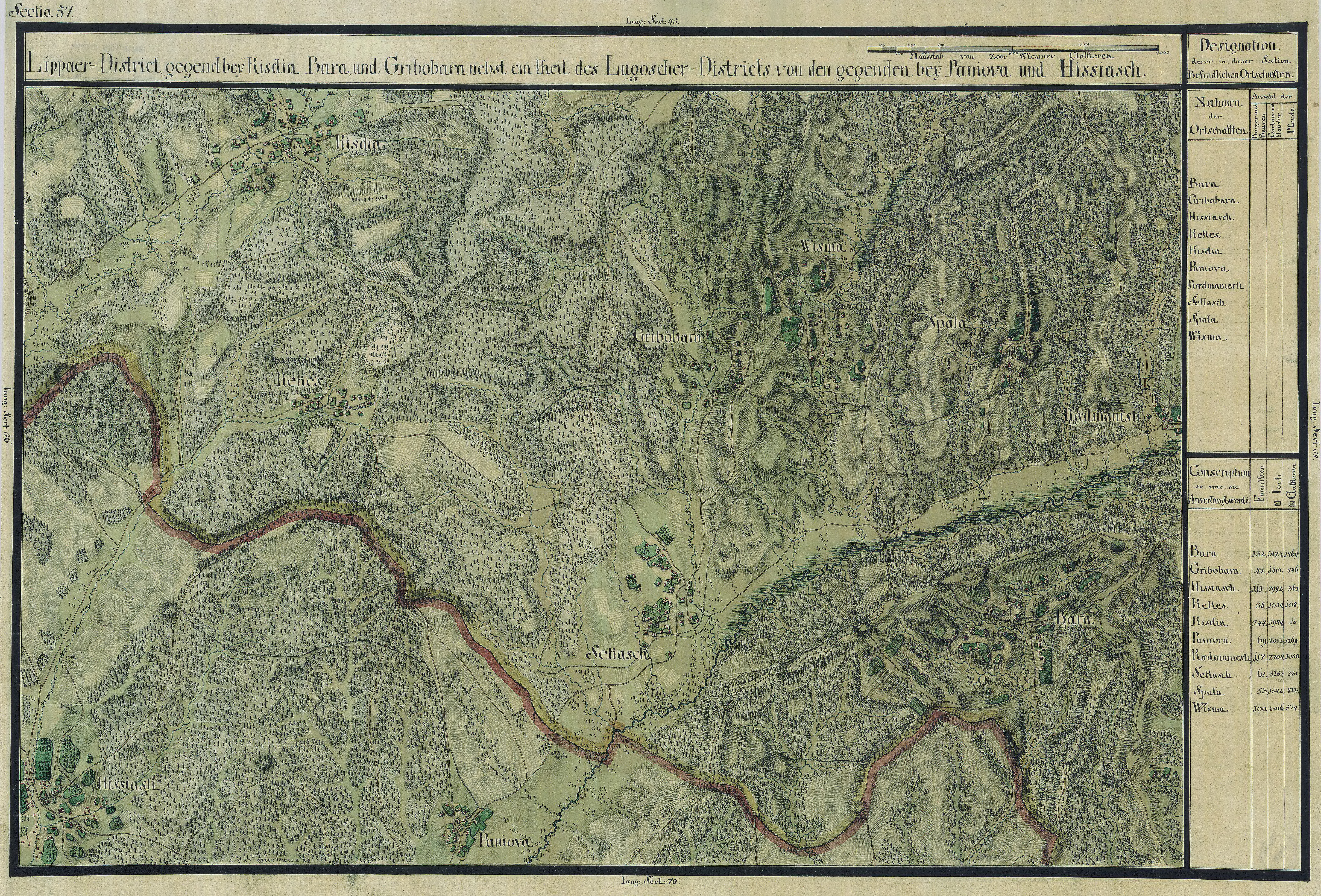
Panyó egy régi térképen